# Площадь Великого Национального Собрания
Пло́щадь Вели́кого Национа́льного Собра́ния (рум. Piața Marii Adunări Naționale) — центральная площадь Кишинёва, столицы Республики Молдова. Близко расположены к площади Триумфальная арка, Дом Правительства, Собор Рождества Христова, Памятник Штефану чел Маре, Общественный парк «Штефан чел Маре».

## В массовых выступлениях и протестных акциях

### Выступления 1989 года
27 августа 1989 года демократическое движение Республики созывает первое Великое Национальное Собрание, в ходе которого было принято решение о придании молдавскому языку статус государственного и переходе на латинскую графику. В ходе собрания приняли участие около 750.000 человек (приблизительно 1/6 населения республики).

### Протесты 2002 года
Площадь Великого Национального Собрания стала центром массовых акций протеста января—апреля 2002 года, организованных Христианско-демократической народной партией, был развернут палаточный городок («Город Свободы»). Протестующие выступали против изменений в системе образования проводимых правящей Партией коммунистов.

### Протесты 2009 года
7—8 апреля 2009 года Площадь Великого Национального Собрания стала одним из основных мест противостояния оппозиции и правящей Партии коммунистов.

### Протесты 2015—2016 года
6 сентября 2015 года на Площади Великого Национального Собрания состоялась массовая акция протеста (от 50 до 100 тысяч человек), названная Великим национальным собранием. Вечером на центральной площади Кишинева рядом с домом правительства был возведён палаточный городок «Достоинство и правда».
С обострением политического кризиса в декабре 2015—январе 2016 года Площадь Великого Национального Собрания стала центром массовых акций протеста объединённой оппозиции (Гражданская платформа «Достоинство и правда», Партия социалистов, «Наша партия»)

## Галерея

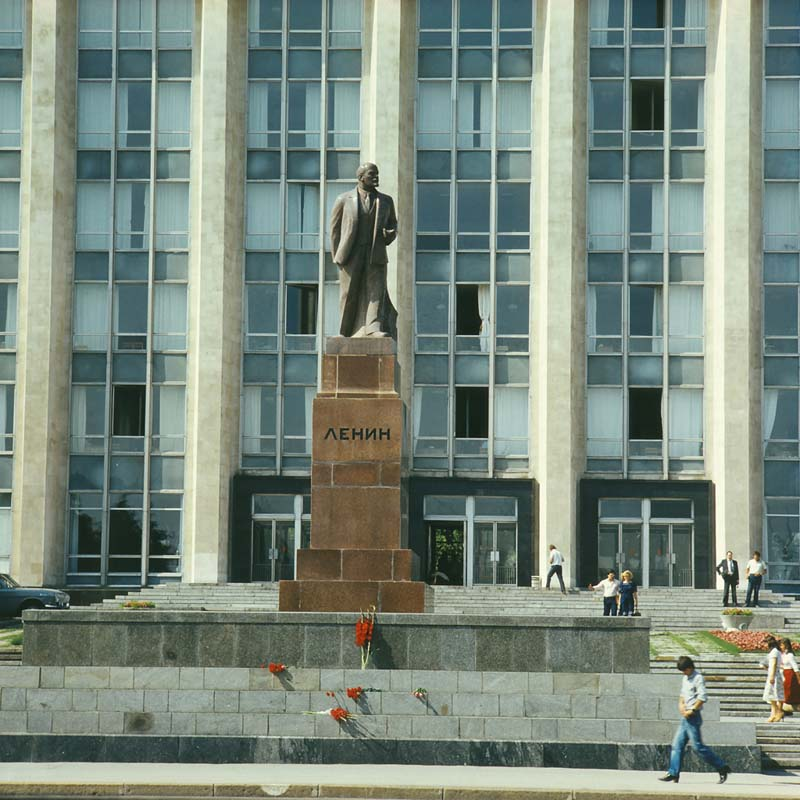
Памятник В.И.Ленина на площади Победы, 1980 год
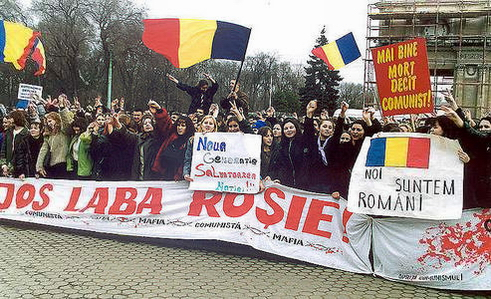
Протесты в 2002 году
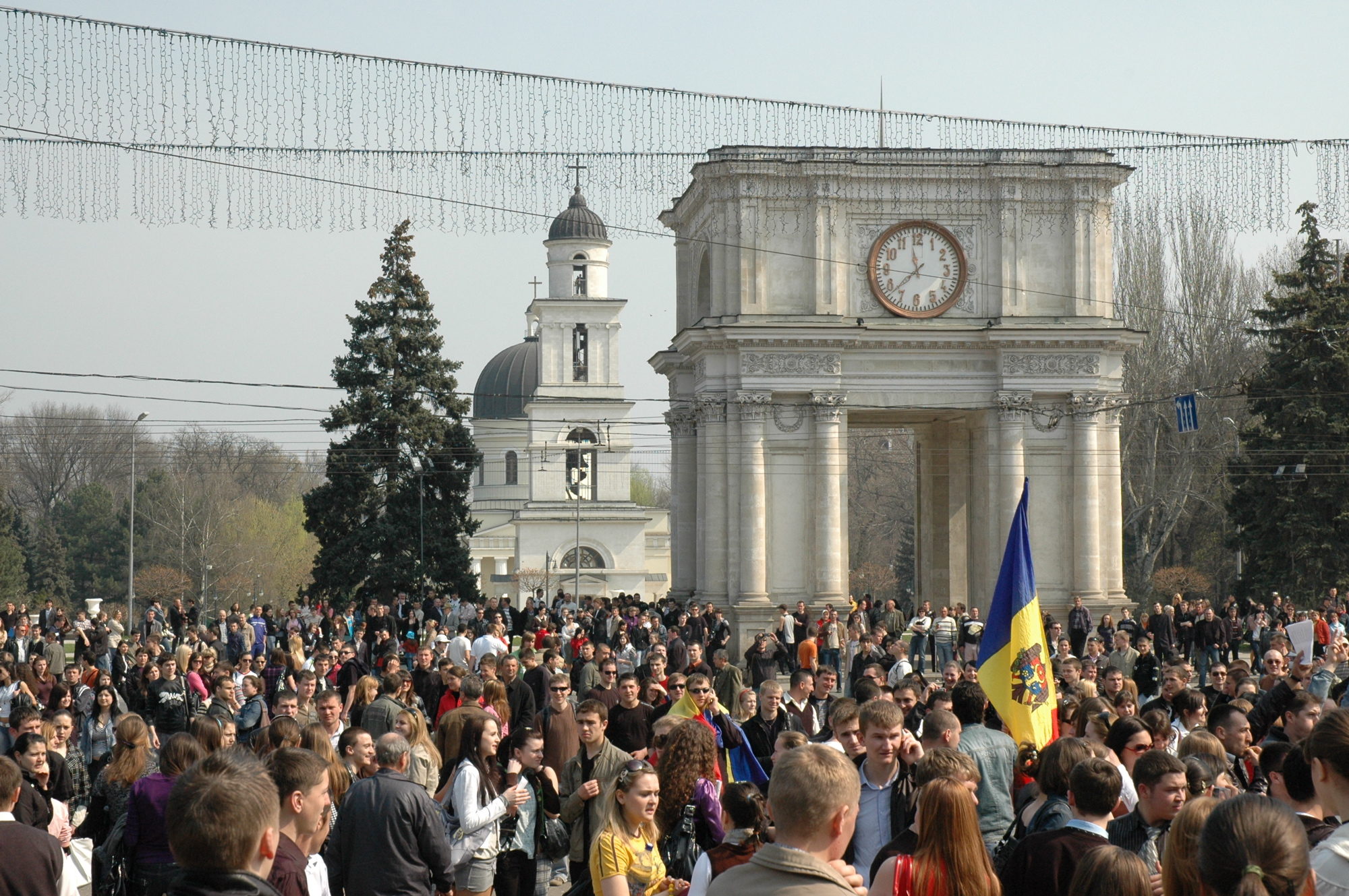
Протесты в 2009 году
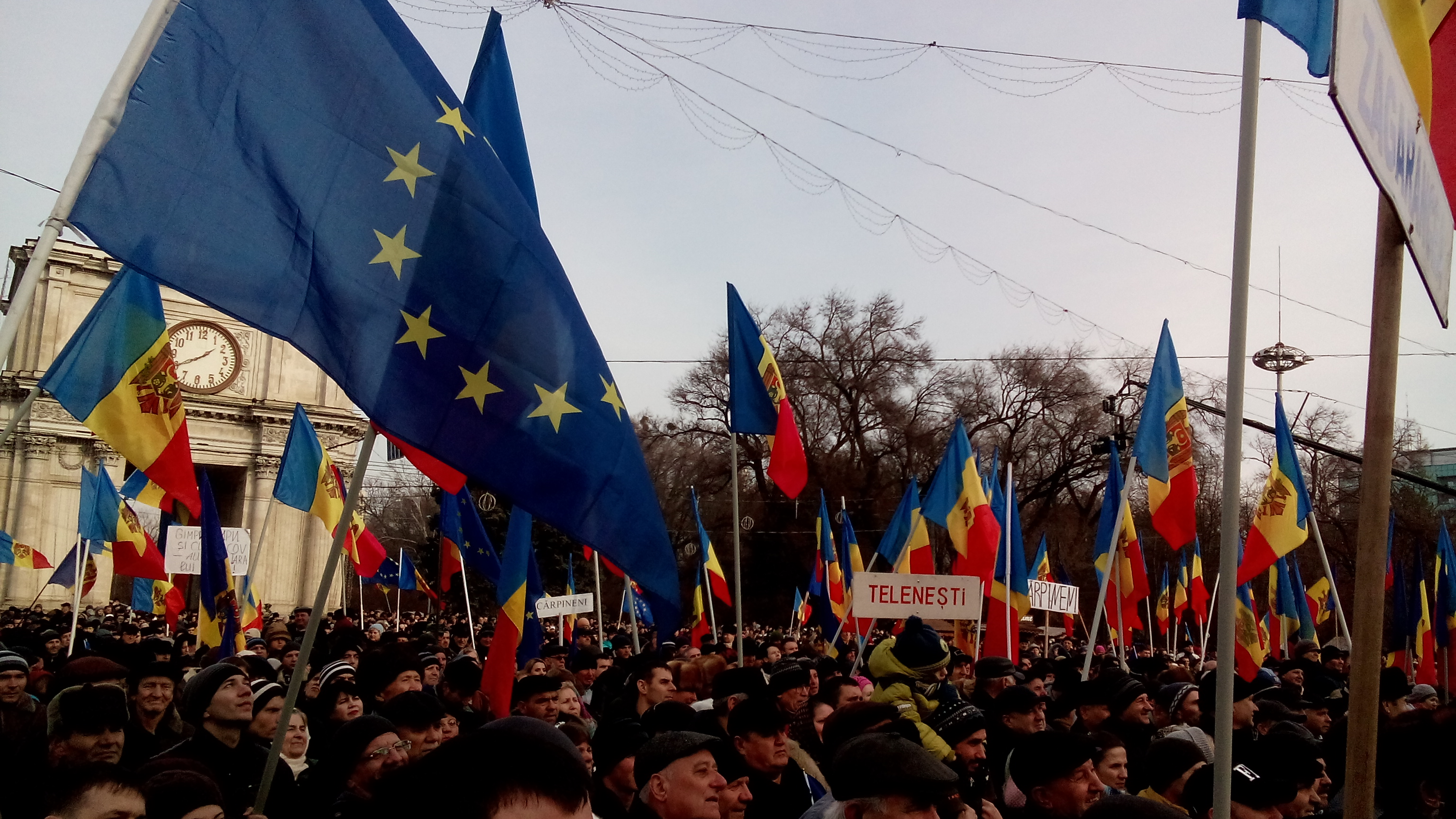
Протесты в 2016 году